# 희강왕
희강왕(僖康王, ? ~ 838년, 재위: 836년 ~ 838년)은 신라의 제43대 왕이다. 성은 김(金)이고 이름은 제륭(悌隆) 또는 제옹(悌邕)이다. 아버지는 원성왕의 손자인 김헌정(金憲貞, 후에 익성왕(翌成王)으로 추봉)이고 어머니는 포도부인(包道夫人, 후에 순성태후(順成太后)로 추봉)이다.

## 생애

### 즉위 전
원성왕의 손자 김헌정의 아들이다.
이찬의 직위에 있을 때 809년 친척 형 김언승과 함께 반란을 일으켰다. 이때 조카인 애장왕을 죽이고 언승을 즉위시켰다. 또한 애장왕과 왕을 시위하던 왕의 동생 김체명(金體明)도 함께 살해하였다.
836년 흥덕왕(興德王)이 사망하자, 아찬 김우징(金祐徵)과 조카인 예징(禮徵), 김양(金陽)의 지지를 받는 숙부 김균정과 서로 왕위 계승을 놓고 시중 김명(金明, 민애왕), 아찬(阿飡) 이홍(利弘), 배훤백(裵萱伯)의 지지를 받는 제륭이 대립하였다. 이 과정에서 균정이 전사하고 김양은 화살을 맞아 우징 등과 더불어 청해진의 궁복(弓福)에게 달아나 의탁하였다. 싸움에 이긴 제륭이 즉위하였고, 김명이 상대등(上大等)에, 이홍이 시중에 임명되었다.

### 즉위 후
왕위 계승전에서 왕을 지지한 김명을 상대등에, 이홍을 시중에 임명하여 권력의 안정을 도모했지만, 재위 3년째가 되는 838년 정월에는 옹립자인 김명, 이홍 등이 군을 일으켜 왕의 측근의 귀족을 살해하는 반란을 일으켰다. 왕은 자신을 옹립한 귀족 세력으로부터 버림을 받은 것을 자각하여, 왕위에 있는 것을 포기하여 궁중에서 목을 묶어 자살했다. 그 이후에 희강왕으로 시호를 받고, 매장하였고, 그 왕릉은 경상북도 경주시 내남면 망성리의 사적 제 220호가 비정되고 있다.

## 가계
- 증조부 : 원성왕(元聖王, ? ~798, 재위:785~798)
- 증조모 : 숙정부인(淑貞夫人)
- 조부 : 김예영(金禮英) - 혜강태자(惠康太子)에 추증, 이후 혜강왕(惠康王)에 추봉.
- 부친 : 김헌정(金憲貞) - 헌장노(憲章奴)라고도 한다. 익성왕(翌成王)으로 추봉.
- 모친 : 포도부인 박씨(包道夫人 朴氏) - 대아간(大阿干) 충녜(忠祢)의 딸 - 후에 순성태후(順成太后)로 추봉.
  - 왕비 : 문목왕후(文穆王后) - 선강태자(宣康太子) 김충공(金忠恭)의 딸, 민애왕의 누이
    - 아들 : 김계명(金啓明) - 866년 정월, 의공왕(懿恭王)에 추봉.
    - 며느리 : 광화부인(光和夫人)
      - 손자 : 김응렴(金膺廉) : 861년, 경문왕에 즉위
      - 손자: 위홍-진성여왕의 삼촌이자 남편

## 희강왕이 등장하는 작품

### 드라마
- 《해신》, KBS, 2004년 ~ 2005년, 배우 : 장기용

## 같이 보기
- 삼국사기
- 헌덕왕
- 애장왕
- 발해
  - 대이진 (830년 ~ 857년)